# Campeonato Africano de Atletismo Juvenil de 2013
A 1ª edição do Campeonato Africano de Atletismo Juvenil foi organizado pela Confederação Africana de Atletismo no período de 28 de março a 31 de março de 2013, para atletas africanos entre 15 e 16 anos. O evento inaugural foi realizado no Estádio Warri Township em Warri, na Nigéria. Estava agendada a realização de 40 provas, mas somente 36 foram executadas sendo 17 masculinos e 19 femininos, tendo como destaque o país anfitrião com  33 medalhas sendo 12 de ouro. 

## Medalhistas
Esses são os resultados do campeonato. 

### Masculino
| Evento                  | Ouro                                                              | Ouro     | Prata                                                               | Prata    | Bronze                                                                                                   | Bronze   |
| ----------------------- | ----------------------------------------------------------------- | -------- | ------------------------------------------------------------------- | -------- | --- | -------- |
| 100 metros              | Divine Oduduru (NGR)                                              | 10.62    | Amanuel Abebe (ETH)                                                 | 10.86    | Ismaila Adedeji Yusuf (NGR)                                                                              | 10.87    |
| 200 metros              | Divine Oduduru (NGR)                                              | 21.56    | Haji Turie (ETH)                                                    | 21.90    | Ismaila Adedeji Yusuf (NGR)                                                                              | 22.03    |
| 400 metros              | Keita Tijani (GAM)                                                | 47.39    | Gebre Galcha (ETH)                                                  | 47.75    | Samson Oghenewe Nathaniel (NGR)                                                                          | 47.89    |
| 800 metros              | Robert Biwott (KEN)                                               | 1:47.01  | Tsegay Tesfamariam (ERI)                                            | 1:47.89  | Patrick Kiprotich (KEN)                                                                                  | 1:49.82  |
| 1 500 metros            | Robert Biwott (KEN)                                               | 3:41.96  | Yenew Tebikew (ETH)                                                 | 3:43.84  | Tsegay Tesfamariam (ERI)                                                                                 | 3:44.29  |
| 3 000 metros            | Nftalem Kibrab (ERI)                                              | 8:17.28  | Edwin Melly (KEN)                                                   | 8:17.85  | Meshack Letim (KEN)                                                                                      | 8:18.19  |
| 110 metros barreiras    | Ifeanyichukwu Andre Atuma (NGR)                                   | 14.00    | Bashiru Abdullahi (NGR)                                             | 14.12    | Creve Machava (MOZ)                                                                                      | 14.31    |
| 2 000 metros obstáculos | Edwin Melly (KEN)                                                 | 5:42.18  | Meresa Kahsay (ETH)                                                 | 5:42.20  | Hailemariyam Kiros (ETH)                                                                                 | 5:45.50  |
| Revezamento medley      | Gâmbia · Ebrima Camara · Alieu Joof · Sonko Alagie · Keita Tijani | 1:53.35  | Etiópia · Amanuel Abebe · Haji Turie · Gemechu Alemu · Gebre Galcha | 1:54.31  | Nigéria · Ismaila Adedeji Yusuf · Divine Oduduru · Oluwasakin Oluwab Omotoye · Samson Oghenewe Nathaniel | 1:54.58  |
| 10 km marcha            | Gonfa Bonsa (ETH)                                                 | 52:25.34 | Getamesay Nigusse (ETH)                                             | 52:41.56 | Yassine Khalouki (MAR)                                                                                   | 54:36.02 |
| Salto em altura         | Gemechu Tamiru (ETH)                                              | 2.00 m   | Yatana Lamita (ETH)                                                 | 1.95 m   | Uruemu Theophilus Ejovi (NGR)                                                                            | 1.95 m   |
| Salto em comprimento    | Oreva-Oghene Jo Edafiadhe (NGR)                                   | 6.91 m   | Mesfin Abebe (ETH)                                                  | 6.85 m   | David Oke Ejumeta (NGR)                                                                                  | 6.85 m   |
| Salto triplo            | Fabian Ime Edoki (NGR)                                            | 15.18 m  | Felix Watmon (UGA)                                                  | 15.05 m  | Uruemu Theophilus Ejovi (NGR)                                                                            | 14.70 m  |
| Arremesso de peso       | Mohamed Magdi Hamza (EGY)                                         | 20.17 m  | Sherif Adel Salem Ahmed (EGY)                                       | 19.57 m  | Jacobus Rademeyer Wilhelm (NAM)                                                                          | 16.96 m  |
| Lançamento de disco     | Sherif Adel Salem Ahmed (EGY)                                     | 60.46 m  | Mohamed Magdi Hamza (EGY)                                           | 56.96 m  | Jacobus Rademeyer Wilhelm (NAM)                                                                          | 42.77 m  |
| Lançamento de dardo     | Ubang Ubang (ETH)                                                 | 64.67 m  | Fahmi Fahmi Yousse Talaat (EGY)                                     | 58.62 m  | Valentine Udeh (NGR)                                                                                     | 58.07 m  |
| Octatlo                 | Mohamed Ramadan Moustafa (EGY)                                    | 5360 pts | Adetola Samuel Aladesuyi (NGR)                                      | 4820 pts | Louis Joe Stevenson (MRI)                                                                                | 4566 pts |

### Feminino
| Evento                  | Ouro                                                              | Ouro     | Prata                                                                      | Prata    | Bronze                                                                        | Bronze   |
| ----------------------- | ----------------------------------------------------------------- | -------- | -------------------------------------------------------------------------- | -------- | ----------------------------------------------------------------------------- | -------- |
| 100 metros[nb1]         | Adewunmi Deborah Adewale (NGR)                                    | 11.87    | Prenam Pesse (TOG)                                                         | 12.25    | Suraj Neima (ETH)                                                             | 12.41    |
| 200 metros              | Adewunmi Deborah Adewale (NGR)                                    | 24.13    | Oluwatobiloba Amusan (NGR)                                                 | 24.45    | Tegest Tamangnu (ETH)                                                         | 24.76    |
| 400 metros              | Edidiong Ofonime Odiong (NGR)                                     | 54.46    | Abimbola Junaid (NGR)                                                      | 54.81    | Moroko Galefele (BOT)                                                         | 55.52    |
| 800 metros              | Zeyituna Mohammed (ETH)                                           | 2:05.05  | Durets Edau (ETH)                                                          | 2:06.04  | Oluwatobiloba Esthe Asamu (NGR)                                               | 2:06.59  |
| 1 500 metros            | Durets Edau (ETH)                                                 | 4:27.61  | Eva Cherono (KEN)                                                          | 4:28.47  | Yemegn Wedhen (ETH)                                                           | 4:29.96  |
| 3 000 metros            | Mercy Chepwogen (KEN)                                             | 9:17.52  | Daisy Jepkemei (KEN)                                                       | 9:17.69  | Tefera Adhena (ETH)                                                           | 9:19.41  |
| 100 metros barreiras    | Omar Gaber Lina (EGY)                                             | 14.04    | Rebecca Temida Oshinbanjo (NGR)                                            | 14.73    | Aderonke Adedolap Ademosu (NGR)                                               | 14.75    |
| 400 metros barreiras    | Glory Onome Nathaniel (NGR)                                       | 62.04    | Sarah Aderonke Kadiri (NGR)                                                | 62.92    | Nezha Elghali (MAR)                                                           | 64.99    |
| 2 000 metros obstáculos | Daisy Jepkemei (KEN)                                              | 6:24.52  | Stella Rutto (KEN)                                                         | 6:30.64  | Yeabsira Bitew (ETH)                                                          | 6:42.18  |
| Revezamento medley[nb2] | Etiópia · Neima Sefa · Tegest Tamangnu · Chaltu Shume · Kore Tola | 2:13.55  | Zimbabwe · Yvonne Vanhuvanoe · Yvonne Thomas · Rutendo Kanda · Mzinde Ruva | 2:22.33  | Marrocos · Siba Rhizlane · Elmoutaraji Salma · Elghali Nezha · Hajji Soukaina | 2:23.83  |
| 5 km marcha             | Tege Gebretsadeke (ETH)                                           | 29:31.01 | Habtamniesh Wale (ETH)                                                     | 29:48.00 | Sarah Loveth Malagu (NGR)                                                     | 30:20.88 |
| Salto em altura         | Rhizlane Siba (MAR)                                               | 1.80 m   | Chinenye Juliet Anslem (NGR)                                               | 1.65 m   | Ariat Diboow (ETH)                                                            | 1.65 m   |
| Salto em comprimento    | Mohamed Samir Owis Esraa (EGY)                                    | 5.63 m   | Mercy Abire (NGR)                                                          | 5.63 m   | Oluwatobiloba Amusan (NGR)                                                    | 5.52 m   |
| Salto triplo            | Kasie Veronica Ugeh (NGR)                                         | 12.56 m  | Pascaline Boro (BUR)                                                       | 11.90 m  | Mohamed Samir Owis Esraa (EGY)                                                | 11.79 m  |
| Arremesso de peso       | Judith Anulika Aniefuna (NGR)                                     | 14.46 m  | Khaled Mahmoud Saye Amira (EGY)                                            | 13.61 m  | Rechelle Djossou (BEN)                                                        | 12.93 m  |
| Lançamento de disco     | Amira Khaled Mahmoud (EGY)                                        | 42.40 m  | Fatma Khaled Abdou (EGY)                                                   | 36.66 m  | Carine Koukou (BEN)                                                           | 21.32 m  |
| Lançamento de martelo   | Mostafa Mohamed Esraa Mohamed (EGY)                               | 61.52 m  | Tarek Sayed Hassan Aya (EGY)                                               | 56.01 m  | Esther Melissa Arlanda (MRI)                                                  | 47.70 m  |
| Lançamento de dardo     | Kasie Veronica Ugeh (NGR)                                         | 44.33 m  | Bire Dubale (ETH)                                                          | 40.35 m  | Mohamed Tawfik Elsaee Aya (EGY)                                               | 36.31 m  |
| Heptatlo                | Hamdy Kamal Riham (EGY)                                           | 4604 pts | Rebecca Temida Oshinbanjo (NGR)                                            | 4463 pts | Salma Elmoutaraji (MAR)                                                       | 4028 pts |

## Quadro de medalhas
| Ordem | País           | Medalha de ouro | Medalha de prata | Medalha de bronze | Total |
| ----- | -------------- | --------------- | ---------------- | ----------------- | ----- |
| 1     | Nigéria[nb3]   | 12              | 9                | 12                | 33    |
| 2     | Egito          | 8               | 6                | 2                 | 16    |
| 3     | Etiópia[nb3]   | 7               | 12               | 7                 | 26    |
| 4     | Quénia         | 5               | 4                | 2                 | 11    |
| 5     | Gâmbia         | 2               | 0                | 0                 | 2     |
| 6     | Eritreia       | 1               | 1                | 1                 | 3     |
| 7     | Marrocos[nb3]  | 1               | 0                | 4                 | 5     |
| 8=    | Burquina Fasso | 0               | 1                | 0                 | 1     |
| 8=    | Togo[nb3]      | 0               | 1                | 0                 | 1     |
| 8=    | Uganda         | 0               | 1                | 0                 | 1     |
| 8=    | Zimbabwe[nb3]  | 0               | 1                | 0                 | 1     |
| 12=   | Benim          | 0               | 0                | 2                 | 2     |
| 12=   | Maurícia       | 0               | 0                | 2                 | 2     |
| 12=   | Namíbia        | 0               | 0                | 2                 | 2     |
| 15=   | Botswana       | 0               | 0                | 1                 | 1     |
| 15=   | Moçambique     | 0               | 0                | 1                 | 1     |
| Total | Total          | 36              | 36               | 36                | 108   |